# Myagrus
Myagrus is een geslacht van kevers uit de familie van de boktorren (Cerambycidae). De wetenschappelijke naam van het geslacht werd in 1878 gepubliceerd door Francis Polkinghorne Pascoe.

## Soorten
- Myagrus alboplagiatus (Gahan, 1888)
- Myagrus hynesii Pascoe, 1878
- Myagrus irroratus (Heller, 1924)
- Myagrus javanicus Breuning, 1957
- Myagrus strandi Breuning, 1940
- Myagrus vinosus (Pascoe, 1866)
- Myagrus yagii Hayashi, 1994